# Cherry Lips
«Cherry Lips (Go Baby Go!)» — сингл альтернативной рок-группы Garbage c их третьего студийного альбома Beautiful Garbage. Сингл стал вторым с альбома во всех странах, кроме стран Северной Америки, где вместо него был издан сингл «Breaking Up the Girl». Часть доходов от продаж «Cherry Lips» была перечислена в Международный комитет Красного Креста.
«Cherry Lips» стал самым успешным синглом Garbage в Австралии где он поднялся до 7 места в чарте ARIA Singles chart и получил статус Золотого.
В 2007 композиция «Cherry Lips» была переработана и вошла в сборник хитов Garbage Absolute Garbage.

## Информация о песне
«Cherry Lips» была записана на студии Smart Studios в Мадисоне, Висконсин. В основе песни — партия клавишных; также используется туба и педаль эффектов.
Текст песни написан Ширли Мэнсон под влиянием книг Лоры Альберт, пишущей под псевдонимом Дж.Т. ЛеРой. Сама Мэнсон называет «Cherry Lips» «взрывом адреналина».
В марте 2003 года, «Cherry Lips» вошла в саундтрек видеоигры Amplitude (англ. Amplitude) для PlayStation 2.

## Издание сингла
Песня «Cherry Lips» попала в ротацию радиостанций 3 декабря 2001 года. Первое издание сингла вышло 27 декабря в Японии в виде макси-сингла. Европейское издание появилось 7 января в виде макси-сингла, CD-сингла и 12".
В Австралии был издан двойной диск «Cherry Lips», который появился в продаже 14 января 2002 года. «Cherry Lips» стала первой композицией Garbage, вошедшей в топ 10 австралийского чарта и стала их самым успешным синглом в этой стране; сингл был продан в количестве более 35.000 копий и получил статус Золотого.

## Ремиксы
| Название                                                         | Длительность | Автор/Продюсер |
| ---------------------------------------------------------------- | ------------ | -------------- |
| «Cherry Lips (Le Royale mix)»                                    | 3:16         | Garbage        |
| «Cherry Lips (Go Baby Go!) (DJEJ’s Go-Go Jam)»                   | 6:10         | Eli Janney     |
| «Cherry Lips (Go Baby Go!) (Howie B remix)»                      | 8:39         | Howie B        |
| «Cherry Lips (Go Baby Go!) (Dark Vocal With Accapella Mix Edit)» | 3:03         | MaUVe          |
| «Cherry Lips (Go Baby Go!) (Dark Vocal With Accapella Mix)»      | 7:48         | MaUVe          |
| «Cherry Lips (Go Baby Go!) (Tha S-Man’s Release Mix Edit)»       | 3:40         | Roger Sanchez  |
| «Cherry Lips (Go Baby Go!) (Tha S-Man’s Release Mix)»            | 6:49         | Roger Sanchez  |
| «Cherry Lips (Go Baby Go!) (Tha S-Man’s Release Dub)»            |              | Roger Sanchez  |

В 2005 году Garbage сами создали и записали ремикс «Cherry Lips» под названием «Le Royale mix», который стал B-сайдом сингла «Why Do You Love Me». В 2007 ремикс Роджера Санчеса вошёл в бонус-диск альбома Absolute Garbage — Garbage Mixes.

## Позиции в чартах
| Чарт (2002)               | Позиция                 |
| ------------------------- | ----------------------- |
| UK Singles Chart          | #22                     |
| Australian Singles Chart  | #7 и #53 годового чарта |
| New Zealand Singles Chart | #14                     |
| Italian Singles Chart     | #8                      |